# Cartalismo
Il cartalismo è una teoria macroeconomica eterodossa della moneta sviluppata dall'economista tedesco Georg Friedrich Knapp, con l'importante contributo di Alfred Mitchell-Innes.
Si sostiene che la moneta ha avuto origine storicamente con i tentativi degli Stati di dirigere l'attività economica piuttosto che come soluzione spontanea ai problemi del baratto o come mezzo con cui gettonare il debito, e che la moneta a corso fisso ha valore di scambio grazie al potere sovrano di imporre tasse sull'attività economica pagabili nella valuta emessa.
Il termine "cartalismo" deriva dall'inglese chartalism, che a sua volta deriva dal latino charta cioè "carta", in attinenza alla natura della moneta cartacea prevista nel sistema della moneta a corso legale e in contrapposizione con la teoria monetaria del metallismo.
La teoria è stata ripresa negli ultimi anni dall'economista statunitense Warren Mosler come fondamenta della teoria post-keynesiana della moneta moderna.